# Jose Antonio Rodriguez Vega
José Antonio Rodríguez Vega était un tueur en série espagnol qui a violé et tué au moins 16 femmes, dont l'âge était compris entre 61 et 93 ans, dans les environs de Santander, une ville de Cantabrie entre août 1987 et avril 1988.

## Biographie
Vega est né à Santander, en Cantabrie. Vega haïssait sa mère parce qu'elle l'avait chassé de la maison après qu'il eut abattu son père, qui était en phase terminale. Pour se venger de sa mère, Vega est devenu violeur, jusqu'au 17 octobre 1978, année durant laquelle il a été arrêté et condamné à 27 ans de prison. Toutefois, son comportement exemplaire durant sa détention, et sa capacité à charmer ses victimes ont conduit à une réduction de sa peine à seulement 8 ans d'emprisonnement. Sorti de prison en 1986, Vega apprend que sa femme l'a quitté. Il ne se décourage pas, et finit par se remarier cette fois-ci, à une femme mentalement handicapée qu'il a torturée et humiliée, tout en gardant l'illusion d'avoir fait un excellent mariage. Il était considéré comme un homme travailleur et généreux ainsi qu'un bon époux par ses proches.
Vega a été arrêté le 19 mai 1988 alors qu'il se promenait dans les rues de Santander, près de son domicile. Après son arrestation, il a avoué les meurtres.

## Crimes
Le 6 août 1987, Vega est entré dans la maison de Margarita González (82 ans), et l'a violée et étouffée. Il a forcé la femme à avaler son dentier. Quelques semaines plus tard, le 30 septembre 1987, Carmen Fernández González (80 ans), a été retrouvée morte dans sa maison. Vega a été accusé de ce meurtre. Peu après, en octobre, Vega a tué Natividad Robledo Espinosa (66 ans), en la battant, la violant et l'étouffant.
Vega n'a pas tué jusqu'au 21 janvier 1988, lorsque Carmen Martínez González a été retrouvée morte dans sa maison. Le 18 avril 1988, il a tué Julia Paz Fernández (66 ans), avec le même mode opératoire qu'il avait utilisé pour ses autres victimes. Elle a été retrouvée nue.
On n'a pas pu connaître l'identité des autres victimes.

## Procès et condamnation
Son procès a débuté en novembre 1991 à Santander. Au moment de son arrestation, il avait avoué les meurtres, mais au procès, il a nié toutes les accusations portées contre lui et a dit que les femmes étaient mortes naturellement.
Vega a été diagnostiqué comme un psychopathe particulièrement méticuleux. Ses meurtres ont été prémédités en ce sens qu'il lui fallait d'abord identifier une victime, puis l'observer jusqu'à se familiariser avec chaque aspect de la vie de cette dernière. Il fallait ensuite qu'il prenne contact avec sa victime, en utilisant son charme presque irrésistible pour ses proies, jusqu'à ce qu'il ait obtenu l'accès à son domicile en prétextant le plus souvent un travail dans les alentours. Il a décrit les atrocités qu'il a commises avec le sang-froid implacable et les airs calculateurs d'un tueur en série dérobant des objets à ses victimes en souvenir. Quand il a été arrêté, la police a trouvé une chambre rouge, où il déployait ses souvenirs, qui allaient d'une télévision, à un bouquet de fleurs en plastique. En raison de l'âge de ses victimes, on a supposé que certaines étaient mortes de causes naturelles. L'étendue de son équipée meurtrière n'a été vue dans toute son horreur uniquement lorsque la police a publié une cassette vidéo de son domicile, en montrant ses souvenirs. Les familles des victimes identifiées ont reconnu les objets ayant appartenu à leurs proches lors de la diffusion de cette vidéo.
Jose Antonio Rodriguez Vega fut condamné à 440 ans de prison.

## Sa mort
Le 24 octobre 2002, Vega se promenait dans les couloirs de la prison lorsque deux autres détenus l'ont attaqué et poignardé, lui infligeant des blessures mortelles. Il fut inhumé le lendemain dans un cercueil de pauvre. L'enterrement a été suivi par seulement deux fossoyeurs.